# 陈化 (三国)
陈化（?—?），字元耀，汝南郡（治所在今河南驻马店市汝南县）人。三国孙吴大臣。
陈化博览群书，气质刚毅，身高七尺九寸，高雅有威武的外貌。担任郎中令出使曹魏。曹丕在宴席喝醉时，开玩笑说：“吴魏对峙，谁能统一海内？”陈化回答说：“易經說『帝出乎震』，讖語也提到『紫蓋黃旗，運在東南』。”曹丕说：“古代去周文王以西伯称王于天下，怎会在东？”陈化说：“周朝最初的根基，是泰伯在吴，因此文王在西边兴起。”曹丕笑了，知道无法难倒他，心中惊奇他的言论。陈化准备回国，曹丕给他厚赏。孙权封陈化为犍为郡太守，设属官。黄武四年（225年），陈化取代顾雍为太常，兼尚书令，在朝中严正执法，告诫族人不置田产，不要和百姓争利。陈化之妻早亡，陈化以古事为鉴，不再娶妻。孙权因他正当壮年，下诏将宗室女嫁给他。陈化以疾病推辞。孙权收回成命。黄龙三年（231年）陈化年过七十，请求告老回乡，于是居住在章安县，在家中去世。其子陈炽，字公熙，少时就有志向，擅长计算。